# Crocallis fasciata
Crocallis fasciata là một loài bướm đêm trong họ Geometridae.